# Mario Cergol
Mario Cergol (Barcola, 2 ottobre 1911 – Trieste, 9 giugno 1975) è stato un hockeista su pista e allenatore di hockey su pista italiano.

## Biografia
Giocatore grintoso, iniziò a praticare l'hockey su pista nel 1924 in una squadra minore di Trieste.

### U.S. Triestina Hockey
Dal 1926 giocò nella Triestina (dal 1934 al 1942 rinominata Dopolavoro Pubblico Impiego Trieste) vincendo 11 scudetti.
Il 9 settembre 1950 la partita Triestina-Monza (3-2) fu l'ultima davanti al suo pubblico, mentre l'addio all'hockey giocato fu nel recupero di campionato del 15 ottobre 1950 a Schio in occasione di Marzotto Valdagno-Triestina (1-0).
Fu Responsabile Tecnico della sezione rotellistica della Triestina dal 1951 al 1967, vincendo altri 7 scudetti come allenatore della squadra rossoalabardata.

### La nazionale italiana

La Nazionale italiana ai Mondiali di Montreux del 1948. Da sinistra: Castoldi, Poser, Mario Cergol, Panagini, il C.T. Edoardo Germogli, Kullmann, Emilio Bertuzzi, Grassi e Tamaro

Nel 1935 a Trieste fece il suo esordio in Nazionale B segnando 7 reti nella vittoria italiana per 13-1 contro una rappresentativa della Svizzera tedesca. Il debutto nella Nazionale maggiore fu ai Mondiali di Stoccarda del 1936, dove segnò 5 reti giocando con Grassi, Ciocala, Rasponi, Zorloni, Zavattaro, Kullmann. 
La sua ultima partita in azzurro fu Italia-Spagna (4-2) ai Mondiali di Lisbona del 1949, giocando con Grassi, Mazzoni, Emilio Bertuzzi, Panagini, Torre, Poser e Tamaro.

## Palmarès

### Giocatore
- Campionato italiano: 11

Triestina: 1926, 1927, 1928, 1929, 1937, 1938, 1939, 1940, 1941, 1942, 1945

### Allenatore
- Campionato italiano: 7

Triestina: 1952, 1954, 1955, 1962, 1963, 1964, 1967